# Judith Nabakooba
Nabakooba Nalule Judith là một người Uganda sinh ngày 28 tháng 10 năm 1977.  Bà là cựu phát ngôn viên của Cảnh sát của Cảnh sát Uganda.  Năm 2016, bà trở thành MP nữ của quận Mityana .  Hiện tại bà làm chủ tịch ủy ban quốc hội ở Uganda về các vấn đề quốc phòng và nội bộ, và là nữ dân biểu hiện tại của quận Mityana .  Bà thuộc đảng NRM và từng là một người thực thi pháp luật trong cảnh sát Uganda.

## Giáo dục
Judith Nabakooba đã đến trường trung học cơ sở Lưu trữ ngày 28 tháng 3 năm 2019 tại Wayback Machine Ndejje, nơi cô đã nhận được chứng chỉ giáo dục của Uganda vào năm 1994 và chứng chỉ giáo dục nâng cao vào năm 1997.  Sau đó, bà nhập học Đại học Makerere để học Truyền thông đại chúng và có bằng cử nhân năm 2002.  Sau đó, bà đăng ký học văn bằng quản lý lãnh đạo chiến lược tại Học viện quản lý Chartered (CMI-UK) vào năm 2010.
Năm 2012, bà có bằng Thạc sĩ Nhân quyền tại Đại học Makerere cũng như bằng tốt nghiệp sau đại học về Quản lý từ Học viện Quản lý Uganda, Campuchia .  Ngoài ra, bà đã có được bằng tốt nghiệp sau đại học về Giám sát và Đánh giá từ Học viện Quản lý Uganda vào năm 2013.

## Sự nghiệp
Trong khoảng thời gian 2004-2015, Judith Nabakooba đã phục vụ trong Lực lượng Cảnh sát Uganda, nơi bà giữ nhiều vị trí đáng chú ý như Người phát ngôn của Lực lượng Cảnh sát.  Bà cũng từng là thư ký cho hiệp hội tín dụng cảnh sát có tên Exodus SACCO.  Sau khi làm Phó Chính trị viên Cảnh sát từ tháng 4 năm 2014, sau đó bà rời khỏi lực lượng Cảnh sát để hoạt động chính trị vào tháng 6 năm 2015.
Trong cuộc tổng tuyển cử năm 2016, Nabakooba đã được bầu làm đại diện phụ nữ của quận Mityana với tư cách đại diện của đảng NRM .  Trong nhiệm kỳ của mình, bà đã phải đối mặt với những lời chỉ trích và đe dọa về vị trí của mình liên quan đến dự luật Giới hạn độ tuổi của quốc hội  Bà cũng phải đối mặt với những lời chỉ trích về Báo cáo Kasese bị trì hoãn.